# Pola Esperanto-Asocio
A Pola Esperanto-Asocio (PEA) (magyar: Lengyel Eszperantó Szövetség, lengyel: Polski Związek Esperantystów)  lengyel eszperantó egyesület, amelyet 1908-ban hoztak létre Pola Esperanto-Societo néven. Az egyesület kéthavonta kiadja a Pola Esperantisto folyóiratot.

## Története
Az első világháború előtt Lengyelország önálló államként nem létezett, 1795-ben három részre szakadt - Oroszország (az ún. Lengyel Királyság), Ausztria (Kis-Lengyelország vagy Galícia) és Németország (Nagy-Lengyelország) uralma alatt állt. Oroszország által uralt rész az eszperantó nyelv alkotójának hazája.
1893. december 2.-án került sor az első foglalkozásra, amelyen bármilyen szervezet témája is szóba került. Varsóban St. Goldberg  diák szállásán, őt fő volt jelen. Az ülések többé-kevésbé rendszeresen zajlottak, de nem legálisan. Zamenhof nem tartózkodott Varsóban.
1904-ben (pontosan 11 évvel az első - illegális - csoport megalakulása után) a varsói eszperantisták megalapították az első hivatalos eszperantista szervezetet Lengyelországban Varsovia Societo Esperantista néven.
1906 tekinthető a galíciai eszperantó mozgalom hivatalos dátumának. Ekkor már Krakkóban és Lviv városokban is alakultak csoportok, amelyek a galíciai eszperantó fejlődésének bázisai lettek.
Az akkori viszonyok miatt egyetlen nyomtatvány sem jelenhetett meg az orosz cenzúra engedélye nélkül. Az orosz cenzorok közül az egyetlen, aki eszperantista volt, Szentpétervárott élt, eszperantó orgánum kiadása Varsóban így nem volt lehetséges. A lengyel eszperantisták kénytelenek voltak megelégedni a Nürnbergi Esperantisto kiadvánnyal. 1906 júliusában jelent meg a Pola Esperantisto újság első száma, havi rendszerességgel. 
1908-ban a lengyeleknek végre sikerült legalizálniuk szervezetüket. A  Pola Esperanto Societo elnyerte a lengyel körök szimpátiáját, akik apránként kezdtek bízni benne. 1908-ban a varsói ösztöndíjasok helyi újságot adtak ki. A Pola Esperantisto szerkesztősége ezután Varsóba költözött, ahol a virágzó időszaak kezdődött.

### Esperantologia Rondo
Az Esperantologia Rondo a PEA regionális kirendeltsége. 1987-ben alakult Lublinban azzal a céllal, hogy emléket állítson a lublini regionális eszperantó tevékenységnek.
Jan Mędrkiewicz 100. születésnapja alkalmából 1988. november 12.-én a lublini Katolikus Egyetemi Könyvtár professzori termében történelmi ülést tartottak, amelyet mag. Maciej Stanisław Zięba, Dr. Jan Mędrkiewiczről - az eszperantó mozgalom elfeledett úttörőjéről és teoretikusáról, valamint Lublin szellemi életéről a két világháború közötti időszakban mag. Adam Winiarz (történész) nyitott meg. Az egyik emeleten megnyílt a Dr. Jan Mędrkiewicz (1888.11.12. - 1937.04.9.) - kiváló lublini eszperantista című kiállítás és a kísérő kiállítás Franciszek Tokarz pap-eszperantistáról. 
Jan Mędrkiewiczről cikkek jelentek meg az Ada Fighiera Sikorska által szerkesztett Heroldo de Esperanto-ban és Krzysztof Śliwiński, a PEA levéltárosa által szerkesztett Informator Archiwum Esperanckiego. A Lublini Történeti Múzeumban, a lublini kastély regionális múzeumának részlegében nyílt kiállítást a regionális eszperantistáknak szenteltek (Edmond Privattal közösen tisztelegve 100. születésnapja előtt).

## Pola Esperanto-Junularo
A Pola Esperanto-Junularo (PEJ) (magyar: Lengyel Ifjúsági Eszperantó Szövetség, lengyel: Polska Młodzież Esperancka) Lengyelországban élő fiatal eszperantistákat tömörítő szervezet. A Pola Esperanto-Asocio ifjúsági tagozata és az Eszperantó Ifjúsági Világszervezet (TEJO) országos szekciója.
A PEJ-t 1958. szeptember 21.-én alapították a 15. utpollanda Esperanto-Kongreso-on Krakkóban, és 1959-ben fogadták el a TEJO nemzeti szekciójává. Jelenlegi formájában 2004-ben hozták létre. 
A PEJ fő eseménye a Junulara Esperanto-Semajno (JES), amelyet a Germana Esperanto-Junularo és a Varsovia Vento eszperantó civil szervezetek közösen szerveznek. A PEJ-tagok az éves PEJ-találkozókon, és 2012 óta a PEJ-hétvégéken is találkoznak, amelyekre rendszertelenül kerül sor Lengyelország néhány városában.

### A PEJ vezetősége
Bővebben: A PEJ vezetősége

## Fordítás
- Ez a szócikk részben vagy egészben  a   Pola Esperanto-Asocio című eszperantó Wikipédia-szócikk ezen változatának fordításán alapul.  Az eredeti cikk szerkesztőit annak laptörténete sorolja fel. Ez a jelzés csupán a megfogalmazás eredetét és a szerzői jogokat jelzi, nem szolgál a cikkben szereplő információk forrásmegjelöléseként.